# Scopelengys
Scopelengys és un gènere de peixos pertanyent a la família dels neoscopèlids.

## Descripció
- Cos allargat i moderament prim.
- Perfil dorsal del cap profundament còncau.
- Ulls petits.
- Boca grossa.
- Escates grans i cicloides.
- Absència de bufeta natatòria i fotòfors.[2]

## Hàbitat i distribució geogràfica
Són peixos d'alta mar i batipelàgics que es troben a les aigües tropicals i subtropicals de tots els oceans.

## Taxonomia
- Scopelengys clarkei (Butler & Ahlstrom, 1976)[4]
- Scopelengys tristis (Alcock, 1890)[5][6][7][8][9][10][11]